# Prosotsani
Prosotsani (griechisch Προσοτσάνη (f. sg.)) ist seit 2011 eine Gemeinde in der nordostgriechischen Region Ostmakedonien und Thrakien. Die Gemeinde ist in zwei Gemeindebezirke unterteilt. Verwaltungssitz ist die gleichnamige Kleinstadt Prosotsani.

## Lage
Die Gemeinde Prosotsani erstreckt sich im Westen der Region Ostmakedonien und Thrakien an der Grenze zur Region Zentralmakedonien über 481,14 km². Angrenzende Gemeinden sind im Norden Nevrokopi sowie im Westen Drama und Doxato.

## Verwaltungsgliederung
Die Gemeinde wurde nach der Verwaltungsreform 2010 aus dem Zusammenschluss der ehemaligen Gemeinden Prosotsani und Sitagri gebildet. Verwaltungssitz der Gemeinde ist die Stadt Prosotsani. Die ehemaligen Gemeinden bilden seither Gemeindebezirke. Die Gemeinde ist weiter in 2 Stadtbezirke und 16 Ortsgemeinschaften untergliedert.
| Gemeindebezirk | griechischer Name            | Code   | Fläche (km²) | Einwohner 2011 | Stadtbezirke / Ortsgemeinschaften (Δημοτική / Τοπική Κοινότητα)                                                                | Lage |
| -------------- | ---------------------------- | ------ | ------------ | -------------- | --- | ---- |
| Prosotsani     | Δημοτική Ενότητα Προσοτσάνης | 020501 | 418,885      | 9.065          | Petroussa, Prosotsani, Anthochori, Grammeni, Kali Vrysi, Kallithea, Kokkinogia, Piges, Mikropoli, Panorama, Pyrgi, Charitomeni |      |
| Sitagri        | Δημοτική Ενότητα Σιταγρών    | 020502 | 062,255      | 4.001          | Argyroupoli, Mavrolevki, Megalokambos, Mikrokambos, Agios Minas, Sitagri, Fotolivos                                            |      |
| Gesamt         | Gesamt                       | 0205   | 481,140      | 13.066         | |      |